# Альфред (Мэн)
Альфред (англ. Alfred) — город в штате Мэн, США. Он является окружным центром округа Йорк. В 2010 году в городе проживало 3019 человек.
Альфред входит в метрополитенский ареал Портленд — Саут-Портленд — Биддефорд.

## География
Согласно бюро переписи населения США, общая площадь города — 72,3 км², из которых: 70,6 км² — земля и 1,7 км² — вода.

## История
Индейцы абенаки назвали территорию будущего города Массабесик, в переводе «большой пруд». Она была куплена майором Уильямом Филлипсом между 1661 и 1664 годами. Первое постоянное поселение было основано в 1770 году. В 1806 году было построено здание окружного суда. В 1808 году город был инкорпорирован и назван в честь короля Альфреда Великого. В 1864 году в Альфред была проведена железная дорога.

## Население
| Год переписи | Нас. |  | %±     |
| ------------ | ---- |  | ------ |
| 1800         | 900  |  | —      |
| 1810         | 1106 |  | 22,9%  |
| 1820         | 1271 |  | 14,9%  |
| 1830         | 1453 |  | 14,3%  |
| 1840         | 1408 |  | −3,1%  |
| 1850         | 1319 |  | −6,3%  |
| 1860         | 1256 |  | −4,8%  |
| 1870         | 1224 |  | −2,5%  |
| 1880         | 1101 |  | −10%   |
| 1890         | 1030 |  | −6,4%  |
| 1900         | 937  |  | −9%    |
| 1910         | 890  |  | −5%    |
| 1920         | 738  |  | −17,1% |
| 1930         | 883  |  | 19,6%  |
| 1940         | 1039 |  | 17,7%  |
| 1950         | 1112 |  | 7%     |
| 1960         | 1201 |  | 8%     |
| 1970         | 1211 |  | 0,8%   |
| 1980         | 1890 |  | 56,1%  |
| 1990         | 2238 |  | 18,4%  |
| 2000         | 2497 |  | 11,6%  |
| 2010         | 3019 |  | 20,9%  |
| 2014         | 3076 |  | 1,9%   |

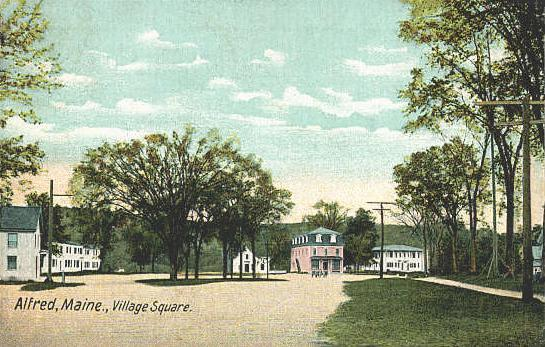
Площадь Альфреда, 1906 год

По данным переписи 2010 года население Альфреда составляло 3019 человек (из них 51,7 % мужчин и 48,3 % женщин), в городе было 1175 домашних хозяйств и 769 семей. На территории города было расположено 1350 построек со средней плотностью 18,7 построек на один квадратный километр суши. Расовый состав: белые — 97,5 %, афроамериканцы — 0,7 %, азиаты — 0,2 %, коренные американцы — 0,5 %. 0,7 % имеют латиноамериканское происхождение.
Население города по возрастному диапазону по данным переписи 2010 года распределилось следующим образом: 17,5 % — жители младше 18 лет, 3,4 % — между 18 и 21 годами, 60,2 % — от 21 до 65 лет и 18,9 % — в возрасте 65 лет и старше. Средний возраст населения — 45,7 лет. На каждые 100 женщин в Альфреде приходилось 107,1 мужчин, при этом на 100 совершеннолетних женщин приходилось уже 110,6 мужчин сопоставимого возраста.
Из 1175 домашних хозяйств 65,4 % представляли собой семьи: 53,2 % совместно проживающих супружеских пар (16,3 % с детьми младше 18 лет); 7,9 % — женщины, проживающие без мужей и 4,3 % — мужчины, проживающие без жён. 34,6 % не имели семьи. В среднем домашнее хозяйство ведут 2,33 человека, а средний размер семьи — 2,80 человека. В одиночестве проживали 27,3 % населения, 13,5 % составляли одинокие пожилые люди (старше 65 лет).

## Экономика
В 2016 году из 2581 человека старше 16 лет имели работу 1505. При этом мужчины имели медианный доход в 47 460 долларов США в год против 36 496 долларов среднегодового дохода у женщин. В 2016 году медианный доход на семью оценивался в 69 400 $, на домашнее хозяйство — в 51 648 $. Доход на душу населения — 26 540 $ в год. 6,0 % от всего числа семей в Альфреде и 10,6 % от всей численности населения находилось на момент переписи за чертой бедности.